# Niccolò Pisani
Niccolò Pisani, beneški admiral, * 14. stoletje.